# Baleshare
Baleshare (gael. Baile Sear) – wyspa w archipelagu Hebrydy Zewnętrzne, położona na zachodnim wybrzeżu Wielkiej Brytanii, należąca do Szkocji.

## Opis

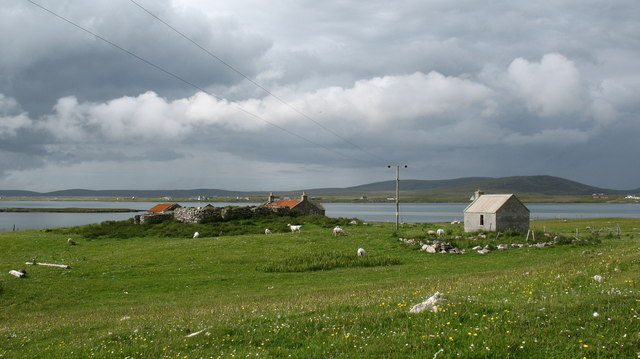
Domy na wyspie Baleshare

Wyspa w Hebrydach Zewnętrznych, położona na zachód od wyspy North Uist. Baleshare ma około 4,4 km długości i 3,3 km szerokości, powierzchnia wynosi 9,1 km² (2100 akrów). Wyspa podczas przypływów otoczona jest piaskiem i połączona z North Uist. W 1962 roku wybudowana została grobla w celu zapewnienia stałego połączenia. Na wyspie znajdują się dwie osady, Samala (Samhla) na wschodzie i Teanamachar (Teanna Mhachair) na zachodzie. 
Na wyspie mieszkają derkacze, a w miesiącach letnich spotkać można rzadką odmianę storczyka. 

## Populacja
Wyspa jest nisko zaludniona. W 1961 roku liczba ludności wynosiła 59, w 1971 roku 64, w 1981 roku 67, w 1991 roku 55, w 2001 roku 49. W 2011 roku populacja Baleshare wynosiła 58.

## Galeria

Baleshare
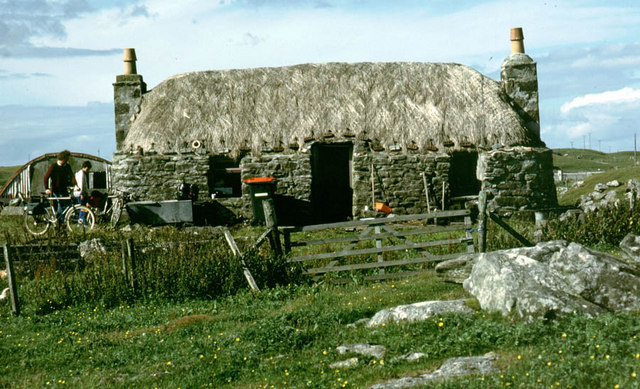
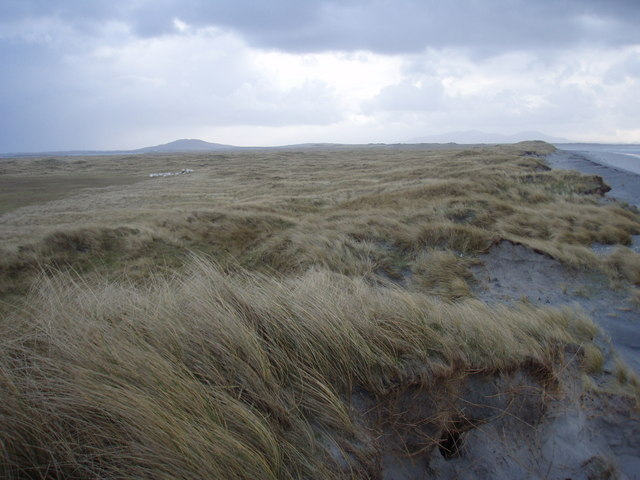